# Suchata Chuangsri
Suchata Chuangsri (Phuket, 20 de septiembre de 2003) es una modelo y reina de belleza tailandesa que fue coronada Miss Mundo 2025. Anteriormente fue coronada Miss Mundo Tailandia 2025 y es la primera mujer tailandesa en ganar Miss Mundo.
Anteriormente fue coronada como Miss Universo Tailandia 2024 y pasó a representar a Tailandia en el concurso Miss Universo 2024, donde terminó como la tercera finalista.

## Primeros años y educación
Chuangsri nació el 20 de septiembre de 2003. Es hija de Thanet Donkamnerd y Supatra Chuangsri. Su familia tiene un negocio privado en Thalang, Phuket. Completó su educación primaria y secundaria básica en la escuela Kajonkietsuksa y su educación secundaria superior en la escuela Triam Udom Suksa, donde se especializó en chino en el programa de artes.
Actualmente cursa una licenciatura en Política y Relaciones Internacionales (Programa Internacional BIR) en la Facultad de Ciencias Políticas de la Universidad Thammasat.

## Concursos de belleza

### Miss Universo Tailandia 2022
En 2022, a la edad de 18 años, participó en el concurso Miss Universo Tailandia y quedó como tercera finalista. Más tarde fue ascendida a segunda finalista tras la renuncia de la primera finalista original, Nicolene Limsnukan.

### Miss Universo Tailandia 2024
En 2024, Suchata fue designada para representar a Bangkok en el concurso Miss Universo Tailandia 2024. Ganó varios premios especiales, incluyendo Miss Charming Talent y Miss Beauty and Confidence. Al final del concurso, fue coronada Miss Universo Tailandia 2024.

### Miss Universo 2024
Suchata representó a Tailandia en la 73.ª edición de Miss Universo, llevado a cabo el 17 de noviembre de 2024 en la Ciudad de México (México) con participantes de 125 países. Se posicionó como tercera finalista y recibió el premio de plata en el desafío Voice for Change.
Sin embargo, el 22 de abril de 2025, tras ser designada como representante de Tailandia en Miss Mundo 2025, la Organización Miss Universo anunció que le retiraría la posición de tercera finalista, ya que no podría completar su reinado de 12 meses antes de aceptar otro título internacional.

### Miss Mundo 2025
El 22 de abril de 2025, Suchata fue designada por la organización Miss Mundo Tailandia para representar a Tailandia en Miss Mundo 2025 en la India. Después de ganar el desafío Multimedia, Suchata aseguró su lugar en el Top 40. La final del concurso se llevó a cabo el 31 de mayo de 2025 en Hyderabad (India). Fue coronada como Miss Mundo 2025, convirtiéndose en la primera representante tailandesa en ser coronada como Miss Mundo.